# Rocco Morabito (photographe)
Pour l’article homonyme, voir Rocco Morabito.
Rocco Morabito (2 novembre 1920 - 5 avril 2009) est un photographe américain qui a travaillé pour le Jacksonville Journal pendant la majorité de sa carrière.
Né à Port Chester, New York, Morabito a déménagé en Floride à l'âge de 5 ans. À 10 ans, il travaillait comme vendeur de journaux pour le Jacksonville Journal. Pendant la Seconde Guerre mondiale il a servi dans l'armée de l'air en tant que mitrailleur à tourelle à billes sur un B-17. Après la guerre, il revient au Jacksonville Journal et commence sa carrière de photographe, couvrant les événements sportifs pour le journal. Il a travaillé pour le Journal pendant 42 ans, dont 33 comme photographe, jusqu'à sa retraite en 1982.
Le photographe a remporté le Prix Pulitzer de la photographie d'actualité pour un cliché capturé en 1967 intitulé The Kiss of Life (Le Baiser de la vie). Parue dans le Jacksonville Journal, la photo montre la réanimation bouche-à-bouche d'un travailleur à un de ses collègues électrisé. Randall G. Champion était inconscient et pendu la tête en bas après avoir touché une ligne basse tension alors qu'il travaillait sur un poteau électrique ; son collègue J.D. Thompson l'a réanimé alors qu'il était encore attaché au poteau par son harnais de sécurité. Grâce à l'intervention de Thompson, Champion a survécu et était en train de reprendre conscience lors de l'arrivée des secours. Il a vécu jusqu'en 2002, date à laquelle il est décédé d'une insuffisance cardiaque à l'âge de 64 ans ; Thompson vivait toujours en 2017.
Morabito est décédé le 5 avril 2009, alors qu'il était en soins palliatifs.